# Große Chan-Moschee

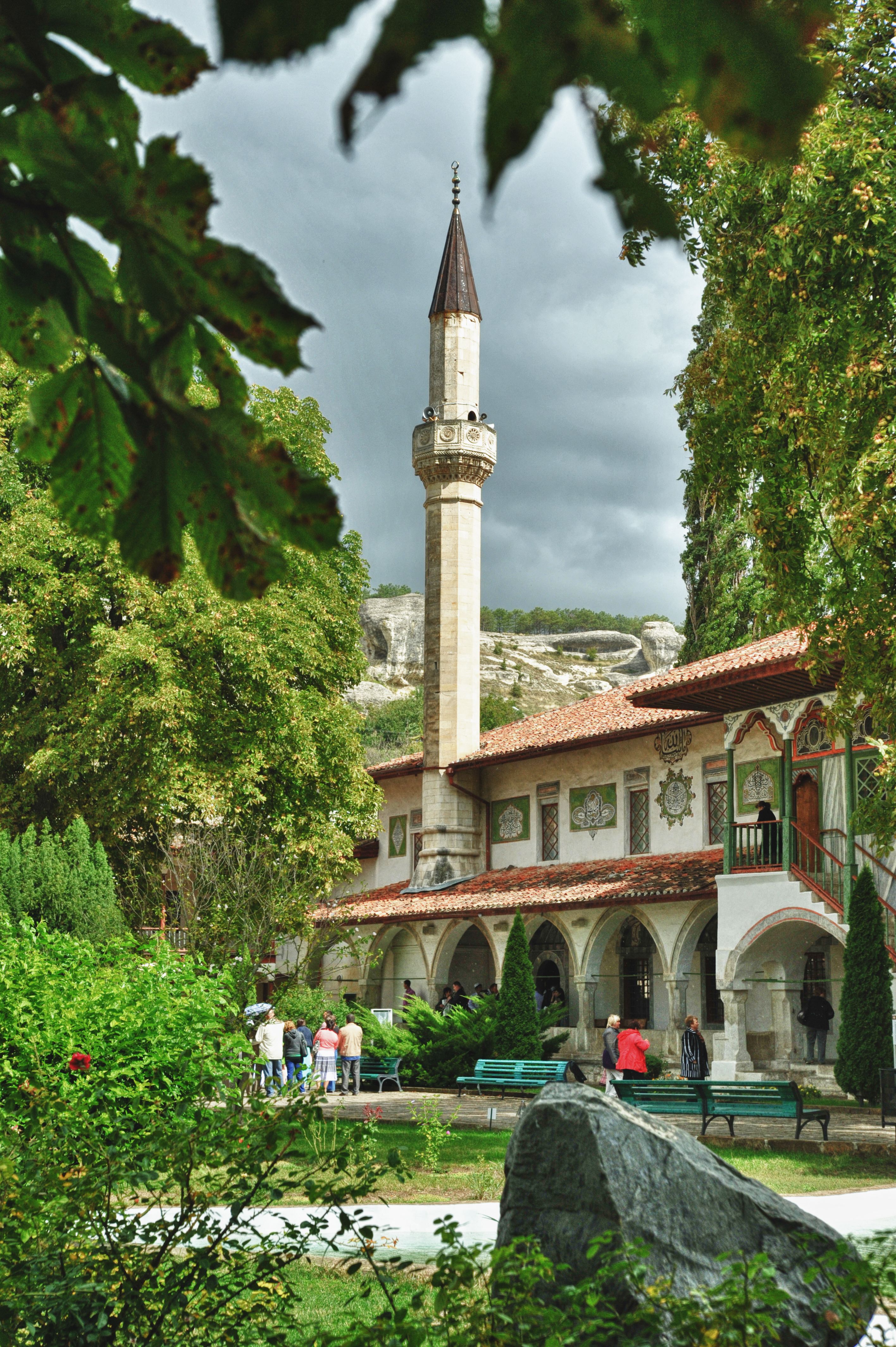
Große Chanmoschee

Die Große Chanmoschee (krimtatarisch Büyük Han Cami, ukrainisch Велика Палацова мечеть Welyka Palazowa metschet, deutsch ‚Große Palastmoschee‘) ist eine 1532 vom Chan Sahib I. Giraj im osmanischen Architekturstil errichtete Moschee in der ukrainischen Stadt Bachtschyssaraj innerhalb der Autonomen Republik Krim; sie ist Teil des Chanpalastes, das Sitz des Krimchanats war. Die Moschee trug bis zum 17. Jahrhundert den Namen von Sahib I. Giraj.
Die Moschee ähnelt etwa der Bunten Moschee in Tetovo (Nordmazedonien) oder der Sülejman-Pascha-Moschee in der albanischen Hauptstadt Tirana. Das Gebäude besteht aus einer dreischiffigen quadratischen Gebetshalle mit Walmdach, einem Narthex und Arkaden mit Blick nach Osten und Westen. Der Eingang befindet sich im Norden. Zwei achteckige Minarette erheben sich 28 Meter symmetrisch hoch inmitten der Portikuse. Sie haben jeweils einen aufwändig verzierten Scheref, eine Bleistiftspitze sowie Dachschmuck. An der nordöstlichen Ecke der Moschee ist ein quadratischer Waschplatz mit Kuppel angebracht. Im Inneren befindet sich ein Balkon an drei der vier Wände, von denen ein Teil für den Chan abgetrennt ist.
Bei einem Brand im Jahre 1736 wurde die Moschee beschädigt, jedoch unter Chan Selamet Giraj wiederhergestellt. Nach Osten hin war vermutlich eine 1750 unter Arslan Giraj errichtete Medrese angeschlossen. Auch vermuten einige Forscher, dass die Moschee ursprünglich ein Kuppeldach mit mehreren verschiedenförmigen Kuppeln hatte.